# ترکی برای مبتدیان
ترکی برای مبتدیان (به انگلیسی: Türkisch für Anfänger) یک سریال تلویزیونی آلمانی در ژانر کمدی است.